# Cœur de feu
«  Tulipää » redirige ici. Ne pas confondre avec Tulipa.
Pour plus de détails, voir Fiche technique et Distribution.
Cœur de feu (Tulipää) est un film finlandais réalisé par Pirjo Honkasalo et Pekka Lehto, sorti en 1980.

## Synopsis
La vie du journaliste, écrivain et révolutionnaire Maiju Lassila.

## Fiche technique
- Titre : Cœur de feu
- Titre original : Tulipää
- Réalisation : Pirjo Honkasalo et Pekka Lehto
- Scénario : Daniel Katz (première ébauche), Pirjo Honkasalo et Pekka Lehto d'après le roman de Maiju Lassila
- Musique : Heikki Valpola
- Photographie : Kari Sohlberg
- Montage : Irma Taina
- Production : Claes Olsson
- Société de production : P-Kino
- Pays :  Finlande
- Genre : Biopic et drame
- Durée : 155 minutes
- Dates de sortie : 
  -  Finlande : 17 octobre 1980

## Distribution
- Asko Sarkola : Algot Lassila alias Maiju Lassila alias Irmari Rantamala
- Rea Mauranen : Olga Esempio
- Kari Franck : Gunnar Avanto
- Ari Suonsuu : Kalle
- Ritva Juhanto : Kurttuska
- Esko Salminen : Arwid
- Heikki Alho : Pikku-Pouvali
- Tuomo Railo : Sulo Esempio
- Yuri Rodionov : Rawitz
- Galina Galtseva : Magda
- Soli Labbart : Maria Lassila
- Pirkka Karskela : Algot jeune
- Markku Blomqvist : Lundberg
- Esa Suvilehto : Pöntinen
- Matti Oravisto : le commandant Carl von Wendt
- Gunvor Sandkvist : Anna Belostotskaja
- Aleksandr Zakharov : Von Plehwe

## Distinctions
Le film a été présenté en sélection officielle en compétition au Festival de Cannes 1981.